# 谷口徹
谷口 徹（たにぐち とおる、1968年2月10日 - ）は、奈良県橿原市出身のプロゴルファーである。2002年及び2007年の日本ゴルフツアーで賞金王（賞金ランキング1位）になった。これまでに日本ゴルフツアーで20勝（うちメジャー5勝）を挙げている。

## プロフィール
身長169cm、体重72kg。谷口のトレードマークは、分厚いサングラスの眼鏡と、勝負所を決めた時に見せるガッツポーズである。そのガッツポーズから「和製タイガー」（Japanese Tiger）と呼ばれることがある。
また中嶋常幸は谷口、片山晋呉、伊澤利光の3人を「奇人、変人、宇宙人」と称している。
ときに見せる強気の歯に衣着せぬ言動には、時に物議を醸したこともあるがそれも常にゴルフ界のことを思っての発言である。
2008年1月からヤマハと3年間の用具契約を締結。その後2023年まで契約を続けた。

## 略歴
13歳からゴルフを始め、PL学園高校時代はゴルフ部に在籍し、プロ野球の桑田真澄、清原和博と同じクラスだった。同志社大学商学部卒業後、1992年にプロ入り、その年の『全日空オープン』でツアーデビューを果たす。
1998年の「三菱ギャラントーナメント」（現・ダイヤモンドカップゴルフ）でプロ初優勝。
2000年に「アコムインターナショナル」と「フィリップモリス・チャンピオンシップ」（現・ABCチャンピオンシップゴルフトーナメント）で優勝し、自身初の年間2勝を挙げる。最終戦開始まで賞金トップを維持していたが、最終戦までの4試合中3勝を挙げた片山に逆転され惜しくも賞金王を逃した。片山との差はわずか128万円という僅差であった。この時最終戦までの2試合をPGAツアー挑戦のため欠場していたこともあり、当時の好調さを考えればこれらの試合に出場していれば賞金王獲得も実現していた可能性が高いと思われる。ただ、当時の谷口は日本での賞金王獲得よりも、PGAツアー参加に重点をおいていたようである。また、日本のメジャータイトルにもそれほど興味を持っていなかったことが当時の言動からも表されており、あくまで全米ツアーでの優勝及び全英オープン、マスターズなどの世界4大メジャー獲得を目標にしていた。世界4大メジャー大会の成績は、2001年の全英オープンの25位がある。また世界ゴルフ選手権では2001年のアクセンチュア・マッチプレー選手権でベスト4に入り、3位決定戦で当時世界ランキング3位のアーニー・エルスを破っている。
2002年に最も好調なシーズンを送り、日本ゴルフツアー開幕戦の「東建コーポレーションカップ」（現・東建ホームメイトカップ）を皮切りに年間4勝を挙げて、1億4500万を獲得し初の日本ツアー賞金王に輝いた。この年は2月にアメリカ・カリフォルニア州で開かれた「ニッサン・オープン」でも5位入賞を果たしている。しかし11月末に頭部血管腫を発症し終盤戦を欠場した。
2003年は故障や病気で低迷し、前年の好調さは影を潜め、未勝利に終わり賞金ランキングも34位となった。
2004年の日本オープンで初の日本メジャータイトルを獲得し、復活優勝を果たす。その翌週に行われた「ブリヂストンオープン」で自身初の2週連続優勝を成し遂げた。最終的に賞金ランキングは片山に次ぐ2位となった。後半の2連勝により逆転の賞金王獲得を目指していたが、片山に及ばず、2000年の最終戦で逆転を許した際のリベンジはならなかった。
2005年は「カシオワールドオープン」で優勝したものの、優勝はこの1勝のみで賞金ランキングは7位に終わった。
2006年は「ザ・ゴルフトーナメントin御前崎」で優勝。年間を通して10位以内が18回と安定した成績を残し、年間獲得賞金も1億円を突破、最終的に4位となり、完全復活への可能性を予感させる年となった。
2007年は「ウッドワンオープン広島」と翌週の「長嶋茂雄招待セガサミー杯」で2週連続優勝を飾り、また10月に神奈川県で行われた「日本オープン選手権」では6打差をひっくり返しての逆転優勝で同大会2勝目を飾った。一方賞金王争いでは終盤に片山の追撃を受けたが、最終戦の「ゴルフ日本シリーズ・JTカップ」では、優勝したブレンダン・ジョーンズに1打差で破れ惜しくも2位となったものの、片山を振り切り、5年ぶり二度目の賞金王を獲得。片山の4年連続賞金王を阻止した。
2008年は不調で低迷、未勝利に終わり賞金ランキングも26位に終わった。
2009年2月には、大阪市内の高速道路で車を運転中にスリップして側壁に激突する交通事故を起こし、左肩を脱臼して出遅れたが、9月に北海道で行われた「ANAオープン」で中嶋らの追撃を振り切り2年ぶりの優勝を果たした。優勝はこの1勝のみで、賞金ランキングは20位に終わった。
2010年5月に長崎県で開催された「日本プロゴルフ選手権・日清カップヌードル杯」では平塚哲二との死闘を制し、日本プロ初優勝による5年間の無条件シード権を獲得したと同時に史上5人目の生涯獲得賞金12億円を突破し、試合後には永久シード獲得への条件である優勝回数25回までひと桁となる残り9勝になったことからその獲得に意欲を見せていた。
2011年は「ブリヂストンオープン」の優勝のみであったが、賞金ランキングは4位で終わった。
2012年に栃木県で行われた「日本プロゴルフ選手権・日清カップヌードル杯」で深堀圭一郎とのマッチレースを制し同大会2勝目。賞金ランキングも最終戦まで藤田寛之と争い、自身8度目の年間獲得賞金1億円突破も果たしたが2位。　
6年後の2018年に千葉県で行われた「日本プロゴルフ選手権」では藤本佳則との2ホールに及ぶプレーオフを制してツアー史上10人目の通算20勝目を挙げる。この優勝は50歳92日で尾崎将司の大会史上最年長優勝記録49歳109日を更新した。また同年よりシニアツアーへの参戦を開始する。
2019年、「日本シニアオープン」で初日から首位を守る完全優勝し、シニア3戦目でメジャータイトル獲得。日本ゴルフ協会主催の「日本オープン」と「日本シニアオープン」を制したのは青木功、中嶋常幸に続く3人目の快挙となったが、22年連続でキープしてきた賞金シードを喪失した。
2021年、「スターツシニア」を通算18アンダーで初日から首位を守る完全優勝を果たし、シニアツアー2勝目を挙げた。
2024年、11月の「カシオワールドオープン」で予選落ちし、2018年の「日本オープン」優勝による5年シードが終わることで、26年間保持したシード権を喪失した。生涯獲得賞金25位以内による1年シードを持っているが、来季以降の行使の有無については熟考する方針を示した。

## 優勝歴

### 日本ツアー (20)
| 勝数         |
| メジャー (5) |
| ツアー (15)  |

| No. | 日時           | 大会                                                     | 優勝スコア            | 打差       | 2位                                       |
| --- | -------------- | -------------------------------------------------------- | --------------------- | ---------- | ----------------------------------------- |
| 1   | 1998年5月31日  | 三菱ギャラントーナメント                                 | -16 (71-65-65-67=268) | 1打差      | 細川和彦                                  |
| 2   | 2000年9月24日  | アコムインターナショナル                                 | -18 (69-68-65-64=266) | 6打差      | 今野康晴                                  |
| 3   | 2000年10月29日 | フィリップモリス・チャンピオンシップ・ゴルフトーナメント | -12 (68-73-68-67=276) | 1打差      | 田中秀道／ 片山晋呉                       |
| 4   | 2002年3月17日  | 東建コーポレーションカップ                               | -16 (71-73-67-61=272) | 2打差      | 宮瀬博文                                  |
| 5   | 2002年6月23日  | タマノイ酢よみうりオープン                               | -18 (65-69-67-69=270) | 2打差      | 広田悟／ 丸山大輔                         |
| 6   | 2002年9月29日  | アコムインターナショナル                                 | -16 (64-63-70=197)    | 1打差      | 張連偉                                    |
| 7   | 2002年10月13日 | ジョージア東海クラシック                                 | -10 (72-69-68-68=278) | 2打差      | 河原のぞみ／ ゾー・モウ                   |
| 8   | 2004年10月17日 | 日本オープンゴルフ選手権競技                             | -3 (68-68-75-74=285)  | 4打差      | デビッド・スメイル／ 葉偉志               |
| 9   | 2004年10月24日 | ブリヂストンオープンゴルフトーナメント                   | -16 (66-71-69-66=272) | 1打差      | 横田真一／ 丸山茂樹                       |
| 10  | 2005年11月27日 | カシオワールドオープンゴルフトーナメント                 | -11 (70-70-68-69=277) | 2打差      | 金鍾徳                                    |
| 11  | 2006年7月30日  | ザ・ゴルフトーナメントin御前崎                           | -11 (69-70-66-68=273) | プレーオフ | 近藤智弘／ S・K・ホ                       |
| 12  | 2007年7月8日   | ウッドワンオープン広島ゴルフトーナメント                 | -15 (67-64-68-70=269) | プレーオフ | プラヤド・マークセン                      |
| 13  | 2007年7月15日  | 長嶋茂雄Invitational セガサミーカップゴルフトーナメント  | -12 (70-70-68-68=276) | 3打差      | プロム・ミーサワット                      |
| 14  | 2007年10月14日 | 日本オープンゴルフ選手権競技                             | -5 (75-70-72-66=283)  | 2打差      | 片山晋呉                                  |
| 15  | 2009年9月20日  | ANAオープンゴルフトーナメント                            | -16 (67-67-66-72=272) | 4打差      | 金庚泰／ 中嶋常幸／ 山下和宏              |
| 16  | 2010年5月16日  | 日本プロゴルフ選手権大会 日清カップヌードル杯            | -10 (69-68-65-68=270) | 1打差      | 平塚哲二                                  |
| 17  | 2011年10月23日 | ブリヂストンオープンゴルフトーナメント                   | -15 (69-67-68-65=269) | 5打差      | 片山晋呉／ 小田孔明／ 松村道央／ 河井博大 |
| 18  | 2012年5月13日  | 日本プロゴルフ選手権大会 日清カップヌードル杯            | -4 (65-70-76-73=284)  | 1打差      | 深堀圭一郎                                |
| 19  | 2012年10月21日 | ブリヂストンオープンゴルフトーナメント                   | -12 (66-71-69-66=272) | 1打差      | 藤田寛之                                  |
| 20  | 2018年5月13日  | 日本プロゴルフ選手権大会                                 | -6 (68-72-71-71=282)  | プレーオフ | 藤本佳則                                  |

#### プレーオフ記録 (3-5)
※太字はメジャー大会
| No. | 年     | 大会                                     | 対戦相手             | 内容 |
| --- | ------ | ---------------------------------------- | -------------------- | --- |
| 1   | 2000年 | 三菱自動車トーナメント                   | 宮瀬博文             | プレーオフ2ホール目で、宮瀬が2オン1パットのイーグル。谷口の3オンのバーディーパットを残し、宮瀬の優勝。                                    |
| 2   | 2006年 | ザ・ゴルフトーナメントin御前崎           | 近藤智弘 S・K・ホ    | プレーオフ2ホール目に谷口、ホがパー、近藤が3オン後のパーパットを外す。3ホール目に谷口がバーディー、ホがバーディーパットを外し谷口の優勝。 |
| 3   | 2007年 | 中日クラウンズ                           | 宮瀬博文             | 宮瀬が3オン1パットのパー。谷口が2オンでパーパットを外し、宮瀬の優勝。                                                                     |
| 4   | 2007年 | ウッドワンオープン広島ゴルフトーナメント | プラヤド・マークセン | マークセンが3オン、谷口が2オン1パットのバーディー。谷口の優勝。                                                                           |
| 5   | 2010年 | つるやオープンゴルフトーナメント         | 藤田寛之             | 1ホール目・2ホール目、両者ともパー。ピンポジション変更、3ホール目に谷口が3オン、藤田の3打目がチップイン。藤田の優勝。                     |
| 6   | 2011年 | ゴルフ日本シリーズJTカップ               | 藤田寛之             | プレーオフ2ホール目、谷口がティーショットをミスして2オンするもパーならず。1打目をしっかりグリーンに乗せ、パーパットを沈めた藤田の優勝。   |
| 7   | 2018年 | 日本プロゴルフ選手権大会                 | 藤本佳則             | プレーオフ2ホール目。谷口が5メートルのバーディーパットを沈め優勝を決める。                                                                |
| 8   | 2019年 | スターツシニアゴルフトーナメント         | 倉本昌弘             | プレーオフ1ホール目。谷口がセカンドショットをミス。3メートルのバーディーバットを沈めた倉本の優勝。                                        |

### その他(5)
1. 三井観光カップ札幌オープンゴルフトーナメント（1998年）
2. 岐阜オープンクラシック（2015年）
3. 岐阜オープンクラシック（2017年）
4. 日本シニアオープンゴルフ選手権（2019年）
5. スターツシニアゴルフトーナメント（2021年）